# Belsito
Belsito ist eine italienische Gemeinde in der Provinz Cosenza in der Region Kalabrien mit 900 Einwohnern (Stand 31. Dezember 2023).
Belsito liegt 24 km südlich von Cosenza.
Die Nachbargemeinden sind: Altilia, Carpanzano, Malito, Marzi und Paterno Calabro.